# Кацудон
Кацудон (яп. カツ丼) — мясное блюдо европейско-японской кухни, самая популярная разновидность домбури.

## Название
Название блюда является производным от двух слов: тонкацу (свиная котлета) и домбури (блюдо, состоящее из большой миски риса с гарниром сверху).

## Блюдо
Одна порция включает в себя миску риса и хорошо прожаренную свиную котлету-отбивную. Котлета может быть предварительно окунута в яйцо, либо полита соусом после приготовления. Также в блюдо могут добавляться овощи и различные специи.
Существуют региональные разновидности кацудона: нагойский мисо-кацу(дон) (яп. 味噌カツ丼) с «красным мисо» (яп. 赤味噌 ака мисо), окаямский дэми-кацу(дон) (яп. デミカツ丼) с французским соусом демиглас и другие.

## В популярной культуре
Кацудон популярен среди школьников и студентов: слово «победить» (яп. 勝つ кацу) созвучно с названием блюда, ввиду чего кацудон употребляют перед экзаменами.
В Японии распространена городская легенда о том, что преступник непременно раскается, если съест миску кацудона в полицейском участке или комнате для допросов.

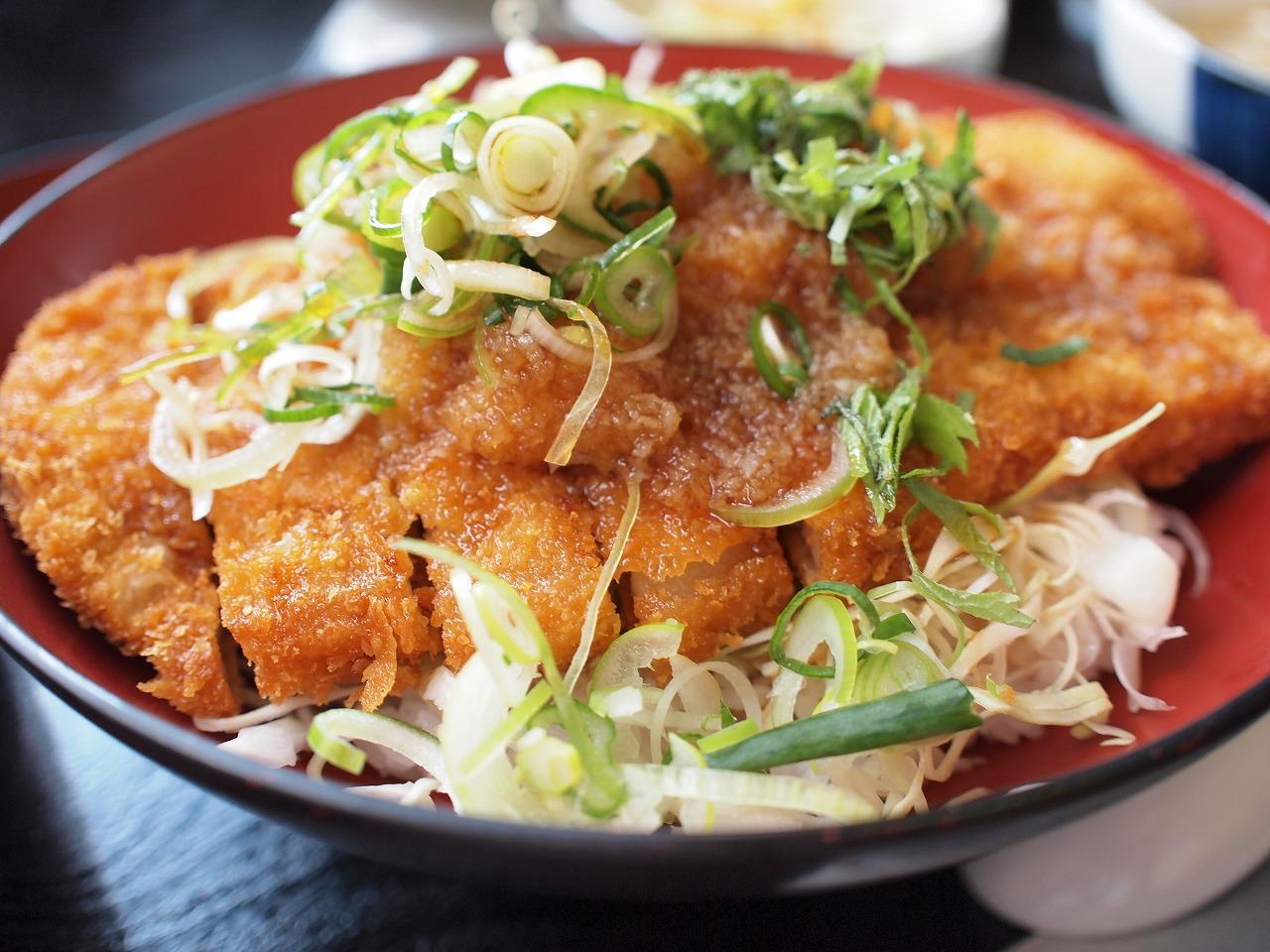
Миска кацудона с соевым соусом и зелёным луком
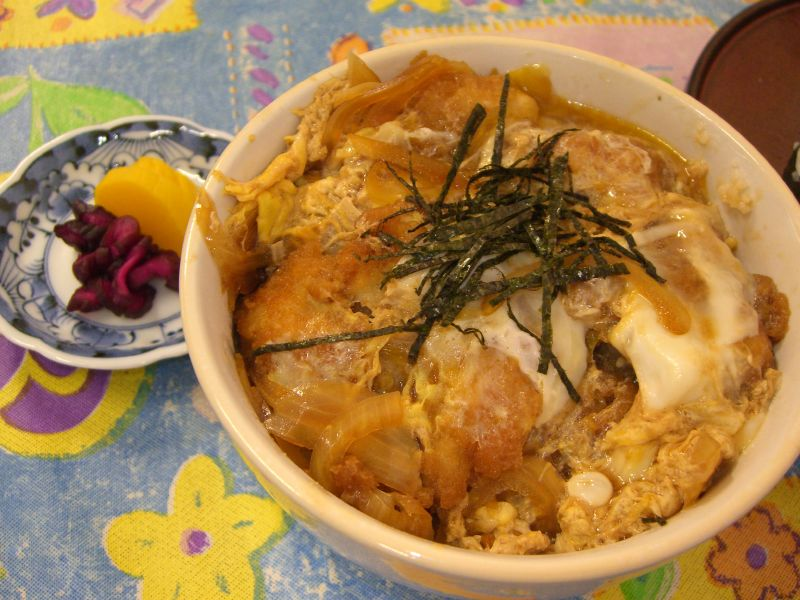
Куриный кацудон
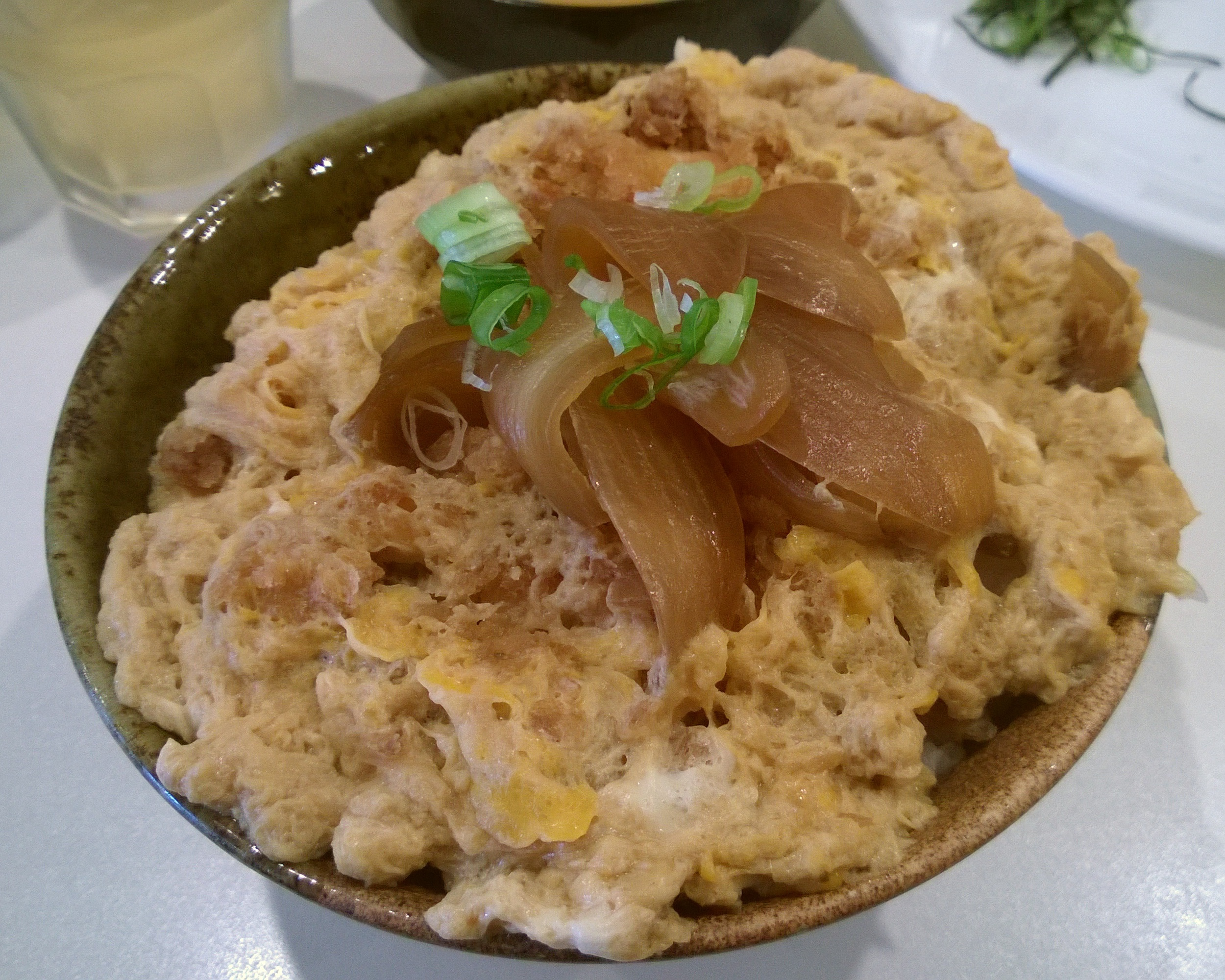
Свиной кацудон